# Ice Cream
Albums de Salad
Drink Me
(1995)
Singles
1. Cardboy King
Sortie : mai 1997
2. Yeah Yeah
Sortie : août 1997

Ice Cream est le deuxième et dernier album du groupe de britpop Salad. Réalisé en 1997, il contient deux titres qui sortiront en single, Cardboy King et Yeah Yeah. Il est sorti en CD et en vinyle 33 tours. Il atteignit la 127e place des charts britanniques. Les ventes décevantes de cet album ont poussé Island Records à rompre leur contrat avec Salad.

## Liste des titres
1. U.V. (Wakeman) - 3 min 07 s
2. Yeah Yeah (Kennedy) - 3 min 17 s
3. Written By A Man (van der Vlugt) - 5 min 14 s
4. Broken Bird (Wakeman) - 2 min 36 s
5. Wanna Be Free (Kennedy) - 4 min 49 s
6. A Size More Woman Than Her (van der Vlugt) - 3 min 19 s
7. Cardboy King (Wakeman) - 3 min 37 s
8. Namedrops (Kennedy) - 3 min 46 s
9. Foreign Cow (van der Vlugt) - 3 min 16 s
10. Terrible Day (Kennedy) - 2 min 31 s
11. Wolves Over Washington (van der Vlugt) - 3 min 11 s
12. The Sky's Our Terminal (Wakeman) - 4 min 47 s